# وقود

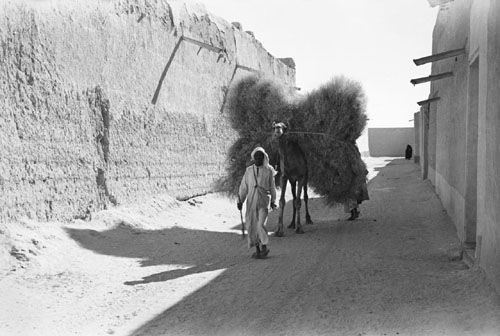
أقدم أنواع الوقود هو الحطب الذي يمكن استخدامه في الطهي مثلا.

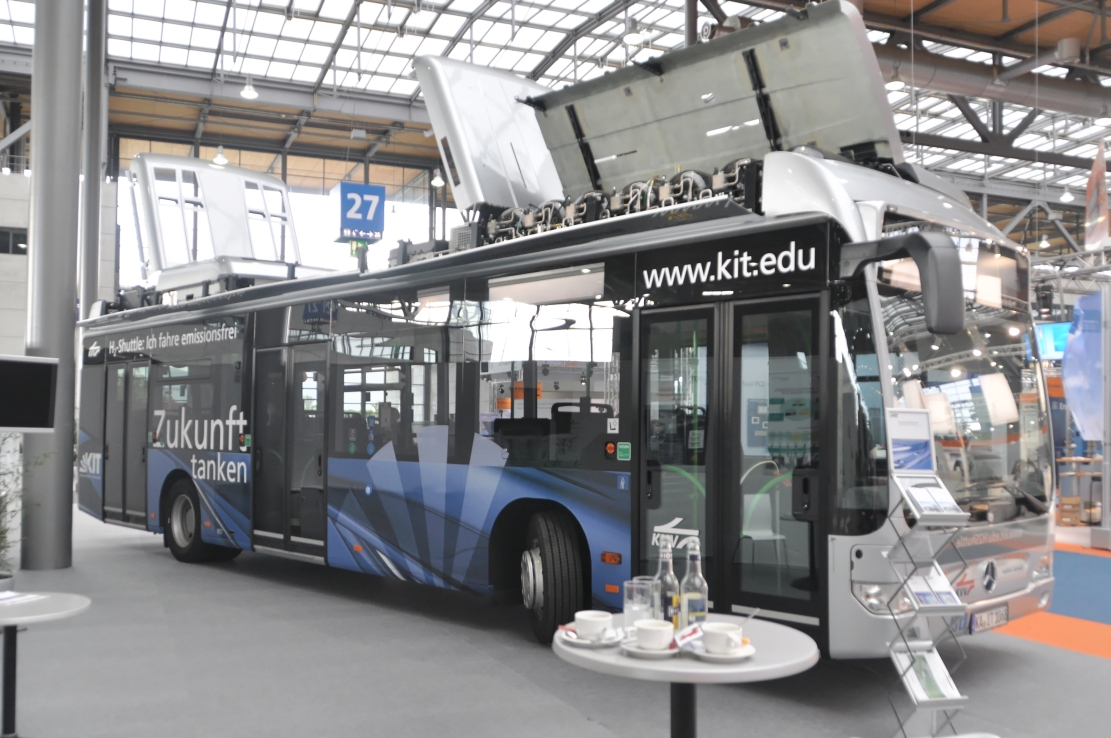
حافلة كهربائية تعمل بخلية وقود وقودها الهيدروجين.

الوَقُود (بفتح الواو): أنواعه مختلفة، من أهمها: الوَقود الأحفوري، وهو: النِفْط، والفحم، والغاز، الذي استُعمل بإسراف منذ القرن الماضي ولا يزال كذلك، مع ارتفاع أسعاره الحينَ بعد الحين مع أضراره الشديد للبيئة. ومثله وَقود السِّجِّيل، وهو مثل النِفط؛ يُخلَط بالرمال.
ومن أنواع الوقود: الوَقود الخشبي، واستعماله 6% من الطاقة الأولية العالمية.
وكذلك وقود النُّفايات الحَيَوانية أو المياه الثقيلة للمجاري في توليد الطاقة بها بعد تخميرها، وتَستعمل دولٌ كثيرة معالجةَ المياه الثقيلة لتوليد الطاقة بالغازات المنبعثة.
من الطرق الحديثة والنظيفة في توفير الوقود النظيف يمكن أن يكون من نباتات الأشجار سريعة النمو، أو بعض الحبوب أو الزيوت النباتية أو المخلفات الزراعية أو بقايا قصب سكر.
أمكن تحويل بعض منتجات السكر إلى كحول لاستخدامه كوقود للسيارات وكذلك زيت النخيل ويتميز هذا النوع من الوقود بأنه يقلل من التلوث، حيث لا حاجة هناك لاستعمال الرصاص في مثل هذا النوع من الوقود لرفع أوكتان الوقود كما هو الحال في البنزين المستحصل عليه من النفط الأحفوري ومن ثم فإنه بنزين خال من الرصاص.
هناك الوقود النووي وتحطه الكثير من المشاكل والقوانين الضابطة والتي قد لا تخلو من ازدواجية في المعايير وإجحاف بالسماح لاستخدامها على البعض، ناهيك في خطورة استخدامها وتأثيرها السيئ على البيئة.
كذلك هناك مصادر للطاقة نظيفة يمكن استخدامها كوقود بديل ومنها:
- الطاقة الشمسية.
- طاقة الرياح.
- طاقة المد والجزر.
- الطاقة المستمدة من حرارة الأرض الجوفية.
- خلايا الطاقة.